# Quellón
Quellón è un comune del Cile della provincia di Chiloé nella Regione di Los Lagos. Al censimento del 2002 possedeva una popolazione di 21.823 abitanti.
Il comune si estende sulla parte meridionale dell'isola di Chiloé.

## Società

### Evoluzione demografica
| Censimento del 1992 | Censimento del 2002 |
| 15.055 ab.          | 21.823 ab.          |